# Вёльфль, Йозеф
Йозеф Вёльфль (нем. Wölffl, Joseph; 24 декабря 1773, Зальцбург — 21 мая 1812, Лондон) — австрийский пианист и композитор.

## Биография
Йозеф Вёльфль родился в Зальцбурге, где изучал музыку у Леопольда Моцарта и Иоганна Михаэля Гайдна. Впервые выступил в качестве скрипача-солиста в возрасте семи лет. Переехав в Вену, в 1790 году он посетил Вольфганга Амадея Моцарта и, возможно, взял у него уроки. Первая опера Вёльфля, Der Höllenberg, была написана в 1795 году.

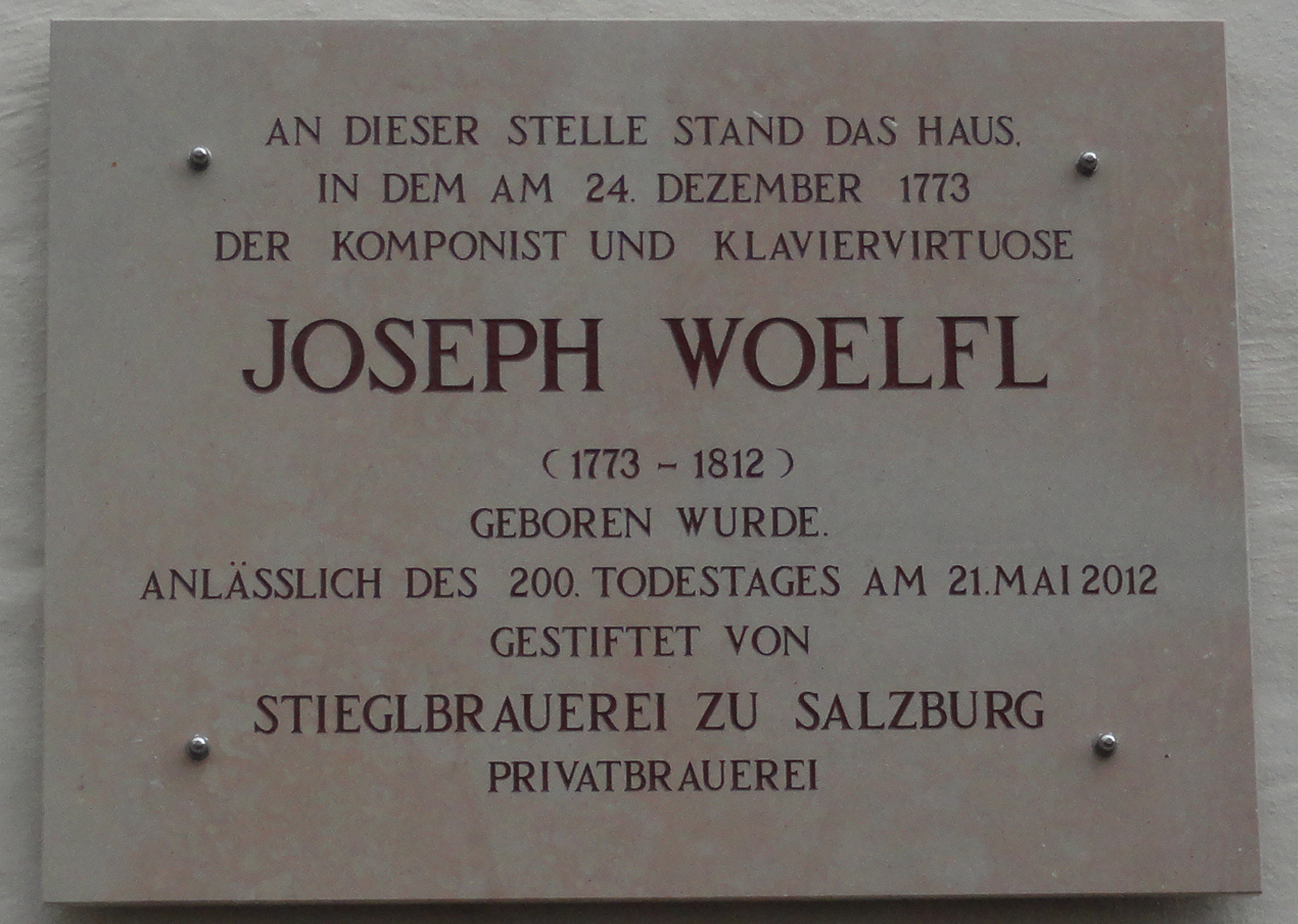
Памятный знак на месте рождения Вёльфля, установленный в 2012 году

Современники ставили Вёльфля выше Бетховена, однако после поражения, нанесённого ему Бетховеном в «фортепианной дуэли» в доме графа Ветцлара (1799), популярность Вёльфля пошла на убыль. Бетховену посвящены сонаты соч. 6 (1798). Рецензент лейпцигской Allgemeine Musik-Zeitung писал, что Вёльфль уступает Бетховену в искусстве импровизаций, но имеет ряд выигрышных качеств: «…при основательном музыкальном образовании и несомненных достоинствах композиций, исполняет казалось бы совсем неисполнимые по трудности вещи с такой лёгкостью, точностью и ясностью, что приводит в изумление; этому способствуют его очень большие руки».
Проведя 1801 — 1805 в Париже, Вёльфль переехал в Лондон, где впервые выступил 27 мая 1805 года. В Лондоне он пользовался коммерческим успехом. В 1808 году он опубликовал сонату, соч. 41, озаглавленную из-за технической сложности Non Plus Ultra. В ответ на это соната Дусика, первоначально названная «Возвращение в Париж», была переиздана под названием Plus Ultra, с ироническим посвящением Non Plus Ultra.
Вёльфль был очень высок и, по словам современников, мог взять терцдециму, что облегчало ему исполнение технически сложных пассажей и чем он и пользовался во время импровизаций.
Скончался Вёльфль в Лондоне, в доме на Грейт Марилебон стрит, 21 мая 1812 года.

## Произведения

### Фортепианные концерты
- Концерт для фортепиано № 1 соч. 20 соль мажор (ок. 1802—1803)
- Концерт для фортепиано № 2 соч. 26
- Концерт для фортепиано № 3 соч. 32 фа мажор
- Концерт для фортепиано № 4 соч. 36 соль мажор «Штиль»
- Концерт для фортепиано № 5 соч. 43 до мажор «Большой Военный Концерт» (1799?)
- Концерт для фортепиано № 6 соч. 49 ре мажор «Кукушка» (опубликован 1811)

### Симфонии
- Симфония соль минор соч. 40. Посвящена Луиджи Керубини.
- Симфония до мажор соч. 41. Посвящена Иоганну Петеру Саломону.

Публикация 1825 года упоминает 3 больших симфонии, но не приводит номер сочинения.

### Струнные квартеты
- Струнный квартет ми-бемоль мажор соч. 30 № 1. Посвящён г. Басси Гуаита
- Струнный квартет до мажор соч. 30 № 2. Посвящён г. Басси Гуаита
- Струнный квартет ре мажор соч. 30 № 3. Посвящён г. Басси Гуаита
- Шесть струнных квартетов op.51. Опубликовано Lavenu в Лондоне[4].

### Оперы
- Der Höllenberg (1795)
- Das schöne Milchmädchen, oder Der Guckkasten (1797)
- Der Kopf ohne Mann (1798)
- Liebe macht kurzen Prozess, oder Heirat auf gewisse Art (1798)

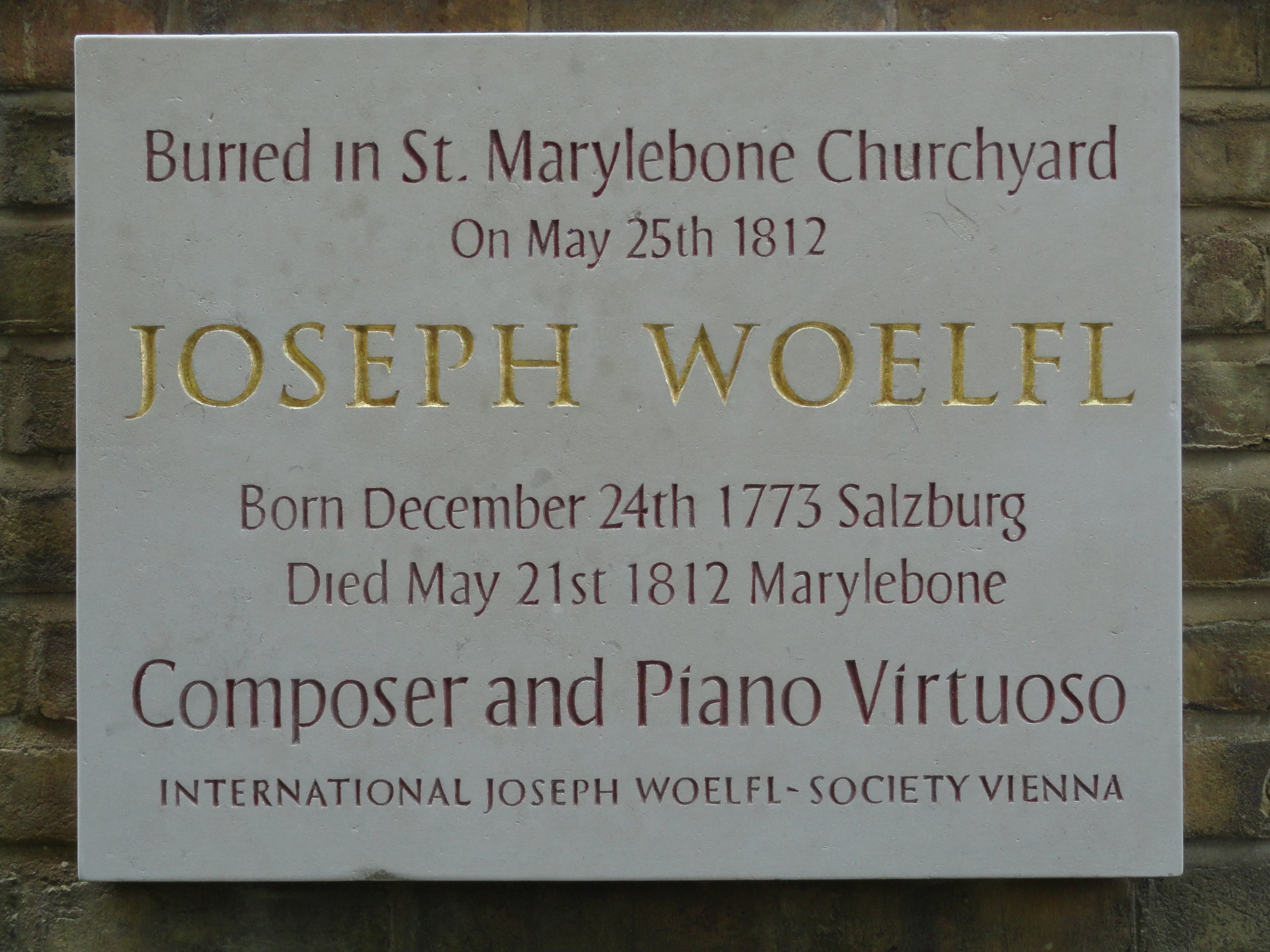
Памятный знак в Лондоне в районе последнего местожительства Вёльфля

- Das trojanische Pferd (1799)
- L’Amour romanesque (1804)
- Fernando, ou Les maures (1805)

## Сонаты
- Сонаты соч. 6, посвящены Людвигу ван Бетховену
- Соната до минор, соч. 25
- Соната ре мажор, соч. 31
- Три сонаты, соч. 33
- Соната для фортепиано в четыре руки и флейты, соч. 42

### Другие сочинения
- Большой дуэт ре минор для фортепиано и виолончели соч. 31. Посвящён мадам Холландер.

## Тематические каталоги и биографии
- Haider-Dechant M. Joseph Woelfl : Verzeichnis seiner Werke. — Vienna: Apollon-Musikoffizin, 2011.
- Haider-Dechant M. Art : Wölfl, Joseph // Die Musik in Geschichte und Gegenwart / Hrsg. von L. Finscher. — 2. Ausg., neubearb. — Kassel u. a., 2008. — Bd. 17: Personenteil. — S. 1122—1128.

## Записи
Лора Колладан (фр. Laure Colladant) записала ряд сонат Вёльфля: в 1988 году три сонаты, соч. 28, сонаты соч. 6 в 1993 году и три сонаты соч. 33 в 1995 году. В 2003 году четыре сонаты Вёльфля были записаны Джоном Накамацу (англ. Jon Nakamatsu).